# Luopan
Luopan es una brújula magnética china, también conocida como brújula Feng Shui. Es un instrumento utilizado por consultores del Feng Shui de la escuela de la brújula para determinar la dirección exacta de una estructura u otro elemento. Desde la invención de la brújula, su uso ha sido tradicional en el Feng Shui.

## Forma y Función
Al igual que una brújula convencional, un luopan es un buscador de dirección. Sin embargo, un luopan difiere de una brújula en varios aspectos importantes. La diferencia más obvia es que en el Feng Shui hay unas fórmulas incrustadas en los anillos concéntricos en la superficie. Se trata de una placa de metal conocido como el marcar cielo. La placa de metal generalmente se sienta en una base de madera, conocida como la placa de tierra. El anillo del cielo gira libremente en la placa de la tierra.
Un alambre o hilo rojo atraviesa la placa de la tierra, formando una línea en ángulo de 90 grados con la línea del cielo, creando la línea de cruce del cielo, o línea de cruce roja. Esta línea se utiliza para encontrar la posición de la dirección y la nota sobre los anillos. El esquema de la placa de la tierra, la placa de cielo, y las líneas de la red es parte del diagrama geométrico de las dos cuerdas y los cuatro ganchos, en uso desde al menos el período de los Reinos Combatientes.
Una brújula convencional, tiene marcas para cuatro u ocho direcciones, mientras que un luopan normalmente contiene las marcas de 24 direcciones. Esto se traduce a 15 grados en cada dirección. Curiosamente, el Sol tarda aproximadamente 15,2 días para atravesar un punto. Si se marca una serie de 24 puntos en el eclíptica crea un ciclo de 365,25 días, lo que significa que cada grado en un luopan se aproxima a un día terrestre.
Un luopan no apunta al polo norte de la Tierra. La aguja de un luopan apunta al polo sur geográfico. La palabra china brújula se traduce a "la aguja hacia el sur."

## Tipos de Luopan
Desde las dinastías Ming y Qing, tres tipos de luopan han sido de uso común. Ellos tienen unos anillos de fórmulas que les son comunes, tales como las 24 direcciones y las disposiciones del cielo.

### San He
Este tipo de luopan se utilizaba durante la dinastía Tang. San He, tiene tres anillos de base con 24 direcciones. Cada anillo se refiere a un método y fórmula diferente (las técnicas agrupadas bajo el nombre de "Tres Armonías" son métodos San He).

### San Yuan
Este luopan, también conocido como el jiang pan(según Jiang Da Hong) o el Yi Pan (debido a la presencia de I Ching trigramas) incorpora muchas de las fórmulas utilizadas en San Yuan (tres ciclos). Contiene un anillo de 24 direcciones, conocido como la Tierra del mural y el anillo de los 64 hexagramas, entre otros. (Las técnicas agrupadas bajo el nombre de "Estrellas Voladoras" son un ejemplo de los métodos de San Yuan).

### El Zong
Este luopan combina los anillos de la San He y San Yuan. Consta de tres anillos de 24 direcciones y un anillo de 64 hexagramas.

### Otros tipos
Cada maestro de Feng Shui puede diseñar un luopan adaptado a sus propios preferencias, y ofrecer nuevos métodos a sus estudiantes. Algunos diseños incorporan los números gua (trigrama) y las direcciones de los Ocho Mansiones (Ba Zhai).

## Historia y desarrollo

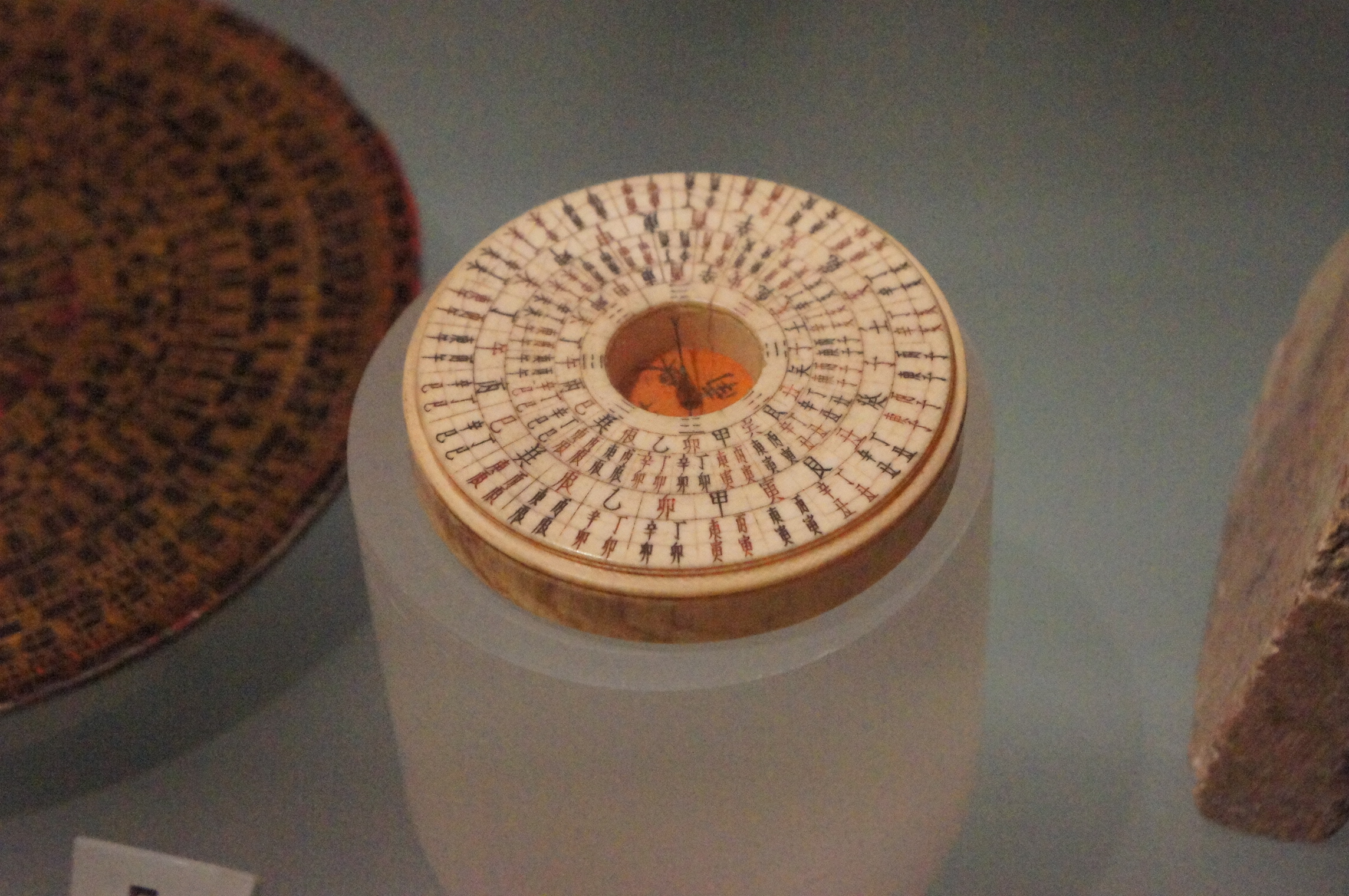
Fotografía de una brújula geomántica china de alrededor de 1760 tomada en el Museo Marítimo Nacional, Reino Unido.

El luopan es una imagen del cosmos (un modelo de mundo) sobre la base de plastrones de tortuga utilizados en la adivinación. Las marcas son similares a las de un tablero liubo.
El más antiguo de los precursores del luopan son los shi (chino para tablero astrolabio o tablero de adivinación), también llamado liuren astrolabios desenterrados de tumbas que datan de entre 278 AC y 209 antes de Cristo. Estos astrolabios consisten en un tablero lacado con doble cara  astronómicos líneas de visión. Junto con la adivinación de Da Liu Ren, las tablas eran de uso general para trazar el movimiento de Taiji a través de los nueve palacios.  Las marcas son prácticamente iguales desde el shi hasta la primera brújula magnética.
El zhinan zhen o la aguja que señala al sur, es la original brújula magnética, y fue desarrollado para el Feng Shui. Se contó inicialmente con el diagrama de las dos cuerdas y cuatro ganchos, los marcadores de dirección, y una cuchara imantada en el centro.